# Жіноча збірна Литви з хокею із шайбою
Жіноча збірна Литви з хокею із шайбою (лит. Lietuvos moterų ledo ritulio rinktinė) — національна жіноча збірна команда Литви, яка представляє свою країну на міжнародних змаганнях з хокею із шайбою. Управління збірною здійснюється Федерацією хокею Литви.

## Історія
Команда вперше зіграла на чемпіонаті світу з хокею серед жінок 2020 року в дивізіоні III. 4 грудня 2019 року вони виграли свою дебютну гру проти збірної Гонконгу 4–1. У наступній грі переграли збірну Бельгії 4–3. В останьому турі переграли збірну ПАР з рахунком 4–2.
Клара Міуллер капітан та лідер серед бомбардирів збірної, на її рахунку 36 голів і 14 результативних передач у 4 турнірах (2020–2024). Тривалий час збірну Литви тренував німець Бернд Хааке.
Литва була господаркою чемпіонату світу серед жінок у третьому дивізіоні в 2021 році.

## Результати
- 2020 – 5 місце (Дивізіон III)
- 2022 – 2 місце (Дивізіон IIIA)
- 2023 – 3 місце (Дивізіон IIIA)
- 2024 – 3 місце (Дивізіон IIIA)
- 2025 – 1 місце (Дивізіон IIIA)